# Oleksandr Tkatchenko (homme politique)
Oleksandr Tkatchenko (en ukrainien : Олександр Миколайович Ткаченко), né le 7 mars 1939 à Chpola (république socialiste soviétique d'Ukraine, URSS) et mort le 5 janvier 2024, est un homme politique ukrainien.

## Biographie
En 1963, il est diplômé de l'Institut agricole Bila Tserkva. Entre 1963 et 1981, il travaille dans le raïon de Tarashcha comme agronome et dirigeant communiste local. En 1981, il devient inspecteur du comité central du Parti communiste ukrainien puis gouverneur de l'oblast de Ternopil en 1982. Il est ensuite ministre de l'Agriculture de la république socialiste soviétique d'Ukraine de 1985 à 1989.
Au sein du gouvernement Fokine, il est ministre de l'Approvisionnement en 1991 et de l'Agriculture de 1991 à 1992.
En 1994, il est élu député à la Rada et siège dans les IIe, IIIe, IVe, Ve et VIe législatures jusqu'en 2012. Il préside le Parlement du 7 juillet 1998 au 21 janvier 2000.
Il meurt le 5 janvier 2024 à l’âge de 84 ans.